# Contarinia psammophila
Contarinia psammophila är en tvåvingeart som beskrevs av Marikovskij 1975. Contarinia psammophila ingår i släktet Contarinia och familjen gallmyggor. Inga underarter finns listade i Catalogue of Life.